# Wladimir Köppen

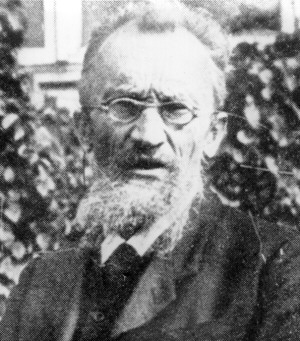
Wladimir Köppen

Wladimir Peter Köppen (Russisch: Владимир Петрович Кёппен) (Sint-Petersburg, 25 september 1846 – Graz, 22 juni 1940) is een in Rusland geboren geograaf, meteoroloog, klimatoloog en botanicus van Duitse afkomst. Hij is vooral bekend van de in 1918 opgestelde klimaatclassificatie van Köppen. Daarbij ging hij uit van de plantengroei: de klimaatgrenzen werden op basis van minimale en maximale gemiddelde maandtemperatuur bepaald door het verspreidingsgebied van bepaalde planten. 

## Achtergrond en scholing
Köppens grootvader behoorde tot de groep Duitse fysici die door keizerin Catharina II van Rusland werden uitgenodigd om de rioolwaterzuivering in het land te verbeteren en werd later een persoonlijk arts van de tsaar. Zijn vader, Peter Köppen was een erkend geograaf, geschiedkundige, etnograaf van Russische culturen uit de oudheid en een belangrijk persoon bij uitwisselingen tussen West-Europese slavisten en Russische wetenschappers.
Wladimir volgde onderwijs aan de middelbare school in Simferopol, de Krim en begon zijn studie botanica in 1864 aan de universiteit van St. Petersburg. Hij reisde regelmatig naar het familielandgoed aan de kust van de Krim vanuit St, Petersburg en ook van en naar Simferopol in het binnenland van het schiereiland. De diversiteit van de flora en de geografie van het Krimse schiereiland en de geografische overgangen tussen het famililandgoed naar de hoofdstad, wekte bij hem de interesse op voor de relatie tussen het klimaat en de natuur. In 1867 ging hij naar de universiteit van Heidelberg en verdedigde zijn doctorale proefschrift over de effecten van temperatuur op plantengroei aan de universiteit van Leipzig in 1870.

## Carrière en bijdragen
Tussen 1872 en 1873 was Köppen in dienst van de Russische meteorologische dienst. In 1875 verhuisde hij terug naar Duitsland en werd hij het hoofd van de nieuwe Divisie van Maritieme Meteorologie van het Duitse Marineobservatorium (Deutsche Seewarte) in Hamburg. Daar was hij verantwoordelijk voor het opzetten van een weerdienst voor het noordwestelijke deel van Duitsland en de aangrenzende wateren. Na vier dienstjaren kon hij zich weer richten op zijn echte interesse, fundamenteel onderzoek en verliet de meteorologische dienst.
Köppen begon een systematische studie van het klimaat en experimenteerde met weerballonnen om gegevens van de bovenste lagen van de aardatmosfeer te verkrijgen. In 1884 bracht hij zijn eerste versie van zijn kaart met klimaatzones uit. Deze leidde tot de ontwikkeling van zijn klimaatclassificatiesysteem rond 1900, die hij de rest van zijn leven zou verbeteren. De volledige versie verscheen voor het eerst in 1918 en de uiteindelijke versie werd in 1936 uitgebracht.
Naast het beschrijven van verschillende klimaattypes was hij ook bekend met paleoklimatologie. In 1924 publiceerde hij en zijn schoonzoon Alfred Wegener Die Klimate der Geologischen Vorzeit (De klimaten van het geologische verleden), dat Milutin Milankovics theorie van de Milanković-parameters en ijstijden steunde.
Aan het einde van zijn leven, werkte Köppen samen met de Duitse klimatoloog Rudolf Geiger aan een 5-delig werk, Handbuch der Klimatologie. Deze is nooit afgemaakt, maar verschillende delen, drie ervan van Köppen, werden uitgebracht. Na Köppens dood in 1940, werkte Geiger verder aan aanpassingen van het klimaatclassificatiesysteem.
Köppen was een productieve wetenschapper, hij maakte meer dan 500 wetenschappelijke publicaties en behield zijn intellectuele nieuwsgierigheid en brede interesse gedurende zijn hele leven. Naast zijn wetenschappelijke bezigheden was hij actief betrokken bij sociale kwesties, waarbij hij veel tijd en energie besteedde aan problemen als landgebruik, schoolhervormingen en voeding voor de minderbedeelden. Hij was een sterk voorstander van het gebruik van Esperanto en vertaalde verschillende werken in het Esperanto.
- Bibsys: 6098110
- Bibliothèque nationale de France: cb17075811n (data)
- CiNii: DA0755728X
- Gemeinsame Normdatei: 118713418
- International Standard Name Identifier: 0000 0000 8375 2005
- Library of Congress Control Number: n78072215
- Nationale Bibliotheek van Letland: 000173791
- Nationale Bibliotheek van Tsjechië: jx20080506009
- Nationale bibliotheek van Australië: 35981249
- Nationale Bibliotheek van Israël: 987007273536905171
- Nationale Bibliotheek van Polen: a0000002518588
- Nederlandse Thesaurus van Auteursnamen: 072022841
- Réseau des bibliothèques de Suisse occidentale: 02-A003483472
- Système universitaire de documentation: 12303499X
- Trove: 1172380
- Virtual International Authority File: 40173156
- WorldCat: E39PBJp63BfRTgm8FFDHVddqQq